# Dublin Castle
Dublin Castle (Kasteel Dublin) (Iers-Gaelisch:Caisleán Bhaile Átha Cliath) is een kasteel in de Ierse hoofdstad Dublin.
Dublin Castle was meer dan 700 jaar het hoofdkwartier van het Engelse bestuur in Ierland. Het is nu het centrum van de Ierse regering en wordt gebruikt voor staatsaangelegenheden en staatsbezoeken.
Het kasteel omvat bouwwerken uit verschillende perioden.
Dublin Castle ligt in het hart van historisch Dublin. Het meest opvallende element van het Normandische kasteel, dat in de 13e eeuw werd gebouwd, is de Record Tower. Door gedeelten worden rondleidingen verzorgd.